# Ребріхинська сільська рада
Ребрі́хинська сільська рада (рос. Ребрихинский сельский совет) — сільське поселення у складі Ребріхинського району Алтайського краю Росії.
Адміністративний центр — село Ребріха.

## Історія
2015 року ліквідовані Куликовська сільська рада (село Куликово) та Шуміліхинська сільська рада (село Шуміліха, селище Тулай), території увійшли до складу Ребріхинської сільради.
2019 року ліквідована Яснополянська сільська рада (село Ясна Поляна, селище Верх-Боровлянка), територія увійшла до складу Ребріхинської сільради.

## Населення
Населення — 9658 осіб (2019; 10109 в 2010, 11068 у 2002).

## Склад
До складу сільської ради входять:
| Населений пункт         | Населення, осіб (2002) | Населення, осіб (2010) |
| ----------------------- | ---------------------- | ---------------------- |
| Верх-Боровлянка, селище | 276                    | 212                    |
| Куликово, село          | 534                    | 371                    |
| Ребріха, село           | 8928                   | 8468                   |
| Тулай, селище           | 167                    | 110                    |
| Шуміліха, село          | 699                    | 565                    |
| Ясна Поляна, село       | 464                    | 383                    |